# 新京忠灵塔

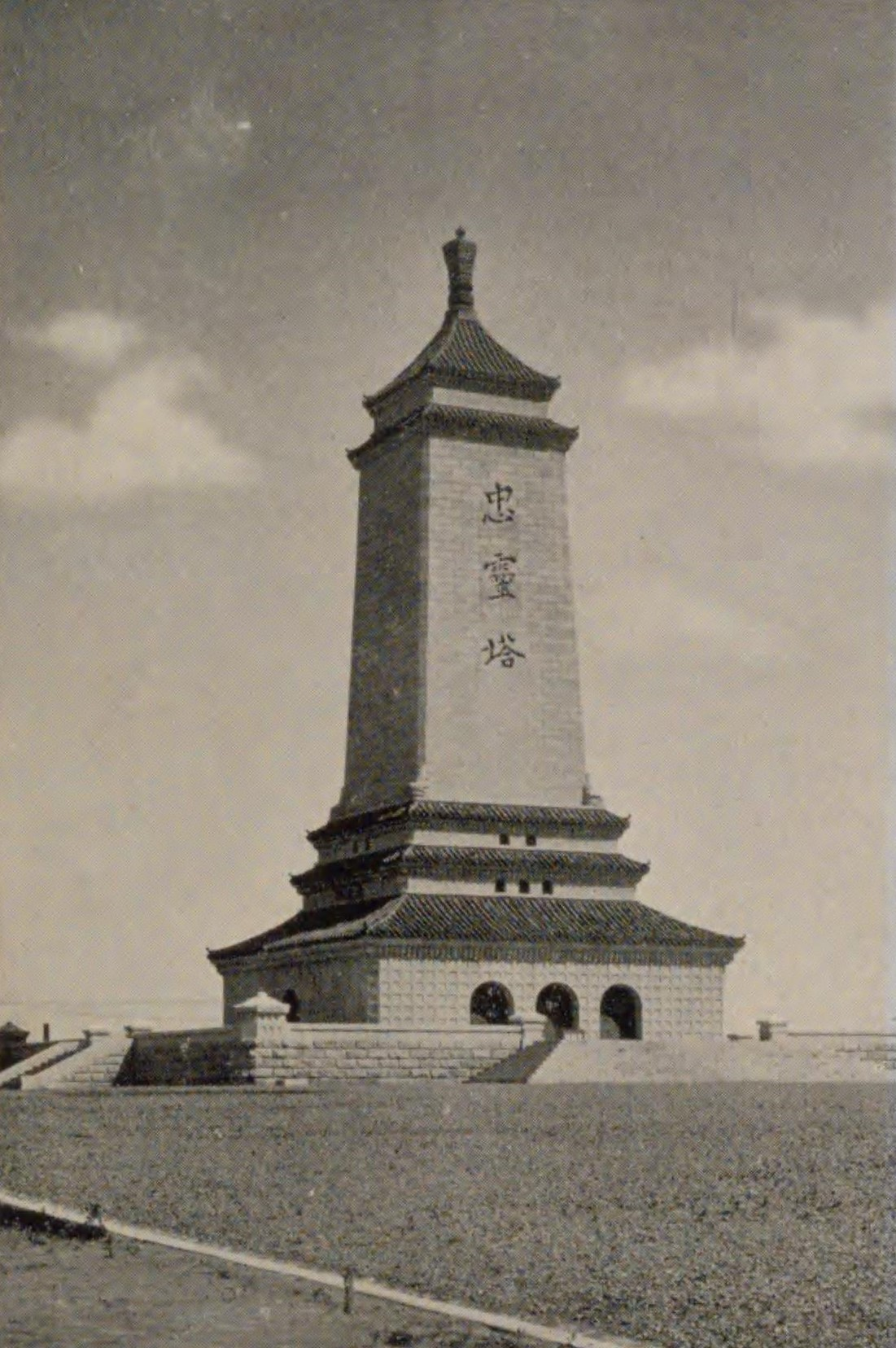
新京忠灵塔

新京忠灵塔是日本及满洲国为祭祀自满洲事变（九·一八事变）以来“尽忠殉国烈士之英灵”所建的纪念塔。
此塔原位于满洲国首都新京市北安路801号（今长春市康平街三角广场西北方），采纳建筑师雪野元吉的获奖方案于1934年5月动工，同年11月落成。石砌的塔基之上，是一座单檐底层塔室，其上是重檐四角攒尖顶的塔身，塔体通高38.6米，上刻阴字的“忠灵塔”三个大字，大理石敷面。塔身面向东南（日本）方向，底层塔室形如庙宇，前端开有三洞的半圆形拱门，其他三边各有象征性的一个半圆拱洞，内供有亡者骨灰及代表战神的日本刀；塔前为占地3万余平方米的广场。
1945年满洲国沦陷时塔身被炮弹击出大洞，1952年拆除。2000年院内重修时，塔基已被拆除。